# Internationale Archiefraad
De Internationale Archiefraad (International Council on Archives - Conseil International des Archives ICA/CIA) is een NGO die de belangen vertegenwoordigt van archiefinstellingen en archivarissen van over heel de wereld. Zij promoot de bewaring, ontwikkeling en het gebruik van het archivarisch erfgoed. Haar netwerk telt wereldwijd 1400 instellingen in 190 landen. Daarnaast zijn nog 200 individuele archivarissen en records managers lid van deze organisatie. Zij werkt nauw samen met andere inter-governementele organisaties zoals UNESCO en ICCROM alsook met andere ngo's.